# Neottieae
Neottieae Lindl., 1826 è una piccola tribù di piante spermatofite angiosperme monocotiledoni appartenenti alla famiglia delle Orchidacee composta da sei generi e oltre 200 specie.

## Etimologia
Il nome di questa tribù è stato ripreso da un suo genere: Neottia Guett. (1754). Questo nome fa riferimento alla particolare forma delle radici “a nido” che hanno le piante del genere Neottia. In greco “neottia” significa “nido”. Denominazione introdotta nella nomenclatura botanica (per il genere) dal naturalista e geologo francese Jean-Étienne Guettard (1715 – 1786) nel 1754; mentre la denominazione per la tribù è stata proposta dal botanico inglese John Lindley (1799 – 1865) nella pubblicazione “Orchidearum Sceletos” del 1826.

## Descrizione
I dati morfologici si riferiscono soprattutto ai generi europei.
Le piante di questa tribù non sono epifite, ossia non vivono a spese di altri vegetali di maggiori proporzioni (hanno cioè un proprio rizoma); quindi vengono raggruppate fra le orchidee terrestri. Inoltre alcune di queste piante sono saprofite, ossia prive di clorofilla (genere Neottia e Limodorum). Vivono quindi in simbiosi mutualistica con un fungo (ad esempio Rhizomorpha neottiae) fissato alle radici della pianta. 
L'altezza varia da pochi centimetri fino a circa 100 cm (genere Epipactis). La forma biologica prevalente della tribù è geofita rizomatosa (G rhiz), sono piante perenni erbacee che portano le gemme in posizione sotterranea. Durante la stagione avversa non presentano organi aerei e le gemme si trovano in organi sotterranei chiamati rizomi; dei fusti sotterranei dai quali, ogni anno, si dipartono radici e fusti aerei.

### Radici
Le radici generalmente sono secondarie da rizoma di vario tipo: a volte fascicolate (numerose e aggrovigliate o rade), altre carnose e in altri casi sono fibrose.
Come s'è detto queste piante vivono in simbiosi con altri organismi per cui le radici sono ricche di ife fungine (le stesse che servono a far germogliare i semi – vedi “Riproduzione”). Questo particolare tipo di micorriza endotrofica si chiama “micotrofia”.

### Fusto
- Parte ipogea: la parte sotterranea del fusto consiste in rizomi; in alcune specie questo organo può essere stolonifero (Epipactis).
- Parte epigea: la parte aerea del fusto è sia afilla che fogliosa, in tutti i casi è semplice (poco ramificata) ed eretta. Nella parte basale possono essere presenti delle guaine (Neottia).

### Foglie
Le foglie in genere sono disposte lungo il fusto in modo alterno (distico) e sono sessili; la lamina fogliare è intera a forma lanceolata o ovata; la pagina della foglia è percorso da diverse nervature parallele (lamina parallelinervia); spesso si presenta con una carenatura centrale (Epipactis). Nelle specie a scarsità di clorofilla le foglie sono sfumate di blu o violaceo, oppure sono ridotte a squame distribuite lungo il fusto, in questo caso il colore è giallastro o bruno chiaro (Limodorum o Neottia).

### Infiorescenza
L'infiorescenza è una spiga semplice e lassa normalmente con pochi fiori ma anche multiflora (nel genere Neottia i fiori possono arrivare fino a 100). In genere sono posti alle ascelle di brattee sia di tipo fogliaceo che squamiforme. I fiori sono resupinati, ruotati sottosopra tramite torsione dell'ovario, in questo caso il labello è volto in basso. In alcune specie (poche e raramente del genere Neottia) i fiori possono non essere resupinati.

### Fiori
I fiori sono ermafroditi ed irregolarmente zigomorfi, pentaciclici (perigonio a 2 verticilli di tepali, 2 verticilli di stami (di cui uno solo fertile – essendo l'altro atrofizzato), 1 verticillo dello stilo). Il colore dei fiori può essere giallo, biancastro, verde, rossastro o purpureo oppure bruno.

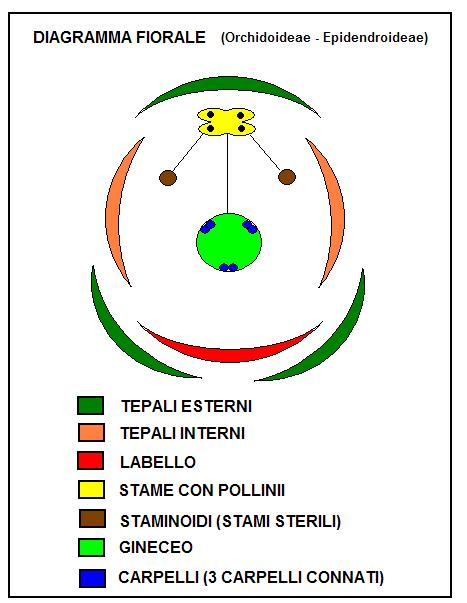
Diagramma fiorale

- Formula fiorale: per queste piante viene indicata la seguente formula fiorale:

X, P 3+3, [A 1, G (3)], infero, capsula
- Perigonio: il perigonio è composto da 2 verticilli con 3 tepali ciascuno; il primo verticillo (esterno) ha 3 tepali a forma più o meno lanceolata; nel secondo verticillo (interno) i due tepali laterali sono spesso simili a quelli esterni, mentre il tepalo centrale (chiamato “labello”) è molto diverso e in genere più grande e vistoso (assolve alla funzione vessillifera). I tepali spesso sono conniventi in quanto tutti insieme formano un cappuccio a protezione degli organi di riproduzione.
- Labello: il labello può essere di due tipi (semplice oppure diviso). Quello diviso (Epipactis e Cephalanthera) è composto da due sezioni: la porzione posteriore è chiamata ipochilo e quella anteriore è chiamata epichilo). Nel mezzo tra l'ipochilo e l'epichilo è presente una strozzatura che normalmente rende libero di oscillare l'epichilo. Quello semplice il più delle volte è caratterizzato da una lingua dalla forma allungata e stretta (nastriforme) e portamento pendulo (Listera). Il labello non è speronato e generalmente è nettarifero nella cavità basale.
- Ginostemio: gli stami filamentosi con le rispettive antere (due masse polliniche bilobe) sono concresciuti con lo stilo e formano una specie di organo colonnare chiamato ginostemio[9]. Lo stigma consiste in una superficie concava e vischiosa localizzata sotto le antere stesse. Degli stami (originariamente due verticilli con 6 stami totali, in seguito ridotti) solo 1 del verticillo esterno è fertile gli altri sono atrofizzati. Il polline è più o meno incoerente ed è conglutinato in masse cerose polliniche.
- Ovario: l'ovario, fusiforme, in posizione infera è formato da tre carpelli fusi insieme[10].

### Frutti
Il frutto è una capsula a forma più o meno ellissoide. Queste capsule sono del tipo deiscente e si aprono per più fenditure. Al loro interno sono contenuti numerosi minutissimi semi cilindrico-fusiforme. Questi semi sono privi di endosperma e gli embrioni contenuti in essi sono poco differenziati in quanto formati da poche cellule. Queste piante vivono in stretta simbiosi con micorrize endotrofiche, questo significa che i semi possono svilupparsi solamente dopo essere infettati dalle spore di funghi micorrizici (infestazione di ife fungine). Questo meccanismo è necessario in quanto i semi da soli hanno poche sostanze di riserva per una germinazione in proprio.

## Riproduzione
La riproduzione di queste piante avviene fondamentalmente in due modi: 
- per via sessuata grazie all'impollinazione degli insetti pronubi ( imenotteri, ditteri e coleotteri); la germinazione dei semi è tuttavia condizionata dalla presenza di funghi specifici (i semi sono privi di albume – vedi sopra). Alcune specie sono prive di nettare (Cephalanthera); ma l'impollinazione avviene ugualmente in quanto i vari insetti sono attratti dai colori del labello. L'impollinazione avviene in maniera altamente specifica e non sempre in modo facile per cui il fiore attende a lungo prima di essere fecondato, per questo i fiori delle orchidee durano così a lungo (fino a un mese) anche se recisi.
- per via vegetativa in quanto il rizoma possiede la funzione vegetativa per cui può emettere gemme avventizie capaci di generare nuovi individui.

In certi casi particolari la riproduzione può avvenire anche per autofecondazione (Neottia).

## Distribuzione e habitat
La distribuzione di questa tribù è praticamente cosmopolita: Europa, Africa, Asia e America. Alcuni generi (Cephalanthera) sono poco rappresentati nel Nuovo Mondo; altri prediligono una distribuzione più “paleoartica” (Epipactis); altri ancora possiedono delle specie endemiche e ben localizzate (Limodorum brulloi); mentre alcuni sono soprattutto diffusi in estremo oriente (Neottia).
L'habitat è molto vario: in zone temperate nei boschi di castagno e di faggio per il genere Cephalanthera; oppure, soprattutto per i generi scarsi di clorofilla (Neottia), in zone fresche e ombrose dei boschi con terreni ricchi di humus; mentre le specie del genere Epipactis frequentano i luoghi boschivi ed erbosi in genere umidi della fascia montuosa che va dalle regioni dell'ulivo fino a quelle del faggio.

## Tassonomia
Le Orchidaceae sono una delle famiglie più vaste della divisione tassonomica delle Angiosperme; comprende 788 generi e più di 18500 specie. Il Sistema Cronquist assegna la famiglia delle Orchidaceae all'ordine Orchidales mentre la moderna classificazione APG la colloca nell'ordine Asparagales.

### Filogenesi
La tribù delle Neottieae appartiene alla sottofamiglia chiamata Epidendroideae (una delle cinque sottofamiglie in cui è suddivisa la famiglia delle Orchidacee – si tratta del gruppo più numeroso con circa 4/5 delle specie dell'intera famiglia) che da un punto di vista filogenetico (insieme alla sottofamiglia delle Orchidoideae) rappresentano l'ultima fase dello sviluppo delle Orchidee. Insieme alla sottofamiglia più primitiva delle Vanilloideae (priva di pollinii) fanno parte del ben distinto clade delle “Monandrae” (vecchia definizione di sottofamiglia delle Orchidee) caratterizzato dalla presenza di un solo stame fertile. Mentre la presenza dell'antera inclinata sopra l'apice del ginostemio e provvista di becco è un carattere tipico delle Epidendroideae e quindi delle Neottieae. 
La struttura interna di questa tribù nel corso del tempo ha subito più di qualche rimaneggiamento classificatorio. Ad esempio la posizione delle specie del genere Cephalanthera spesso sono state associate a quelle del genere Epipactis (queste ultime si distinguono tra l'altro per l'ovario pedicellato e non contorto). Inoltre alcuni generi sono abbastanza polimorfi (Epipactis) per cui le loro specie si presentano in diverse varietà rendendo più difficile la loro classificazione e facilmente creano degli ibridi intraspecifici e persino intergenerici.
Anche attualmente non sempre le relazioni tra le specie dei vari generi di questa tribù sono risolte dai vari specialisti di botanica. Alcuni recenti studi basati sull'analisi molecolare indicherebbero una stretta parentela tra il genere Neottia e il genere affine Listera; in effetti alcune “checklist” comprendono all'interno del genere Neottia le specie di Listera (operazione tassonomica non approvata da tutti i botanici). Inoltre in passato alcune specie di Neottia sono state riclassificate come Spiranthes. 
A favore della coesione interna della tribù sono stati fatti degli studi sulla struttura del polline: analisi fatta su 41 specie selezionate dai vari generi della tribù tramite la microscopia elettronica a scansione. Questi studi indicano che gli attuali generi della tribù costituiscono un gruppo naturale basato sulla morfologia del polline. In particolare quattro generi (questa volta in base a studi di tipo cladistico su alcuni tipi di DNA) sono “supportati” al 100% all'interno della tribù; questi generi sono Cephalanthera, Epipactis, Neottia, e Listera; il genere Palmorchis all'83%; i rimanenti generi al 71%. Dallo stesso studio presentiamo una parte di un cladogramma relativo al gruppo delle “Epidendroideae inferiori” (essendo la sottofamiglia delle Epidendroideae molto numerosa, viene convenzionalmente suddivisa in “superiore” e “inferiore” - la tribù delle Neottieae appartiene alla seconda divisione) dal quale si evidenziano i rapporti filogenetici di alcuni generi della tribù (i generi Elleanthus e Sobralia appartengono alla vicina tribù delle Sobralieae):

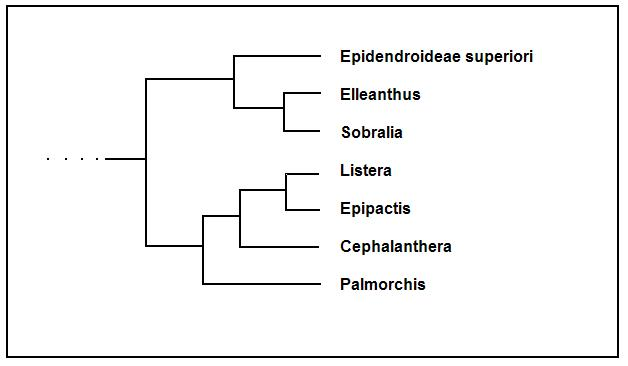
Cladogramma di alcuni generi delle tribù Neottieae e Sobralieae

La struttura tassonomica presentata in questa sede è quella per il momento maggiormente accreditata sulla base delle evidenze filogenetiche.

### Generi
La tribù comprende i seguenti generi:
- Aphyllorchis Blume, 1825 (19 spp.)
- Cephalanthera Rich., 1817 (20 spp., di cui 3 presenti sul territorio italiano)
- Epipactis Zinn, 1757 (65 spp., di cui circa 15 presenti sul territorio italiano)
- Limodorum Boehm., 1760 (3 spp., di cui 2 presenti sul territorio italiano)
- Neottia Guett., 1754 (comprende Listera) (72 spp., di cui tre presenti sul territorio italiano)
- Palmorchis Barb.Rodr., 1877 (37 spp.)

Il genere Thaia Seidenf. (1975) (1 specie), in precedenza descritto all'interno di questo gruppo, ora fa parte della tribù Thaieae.

### Alcune specie

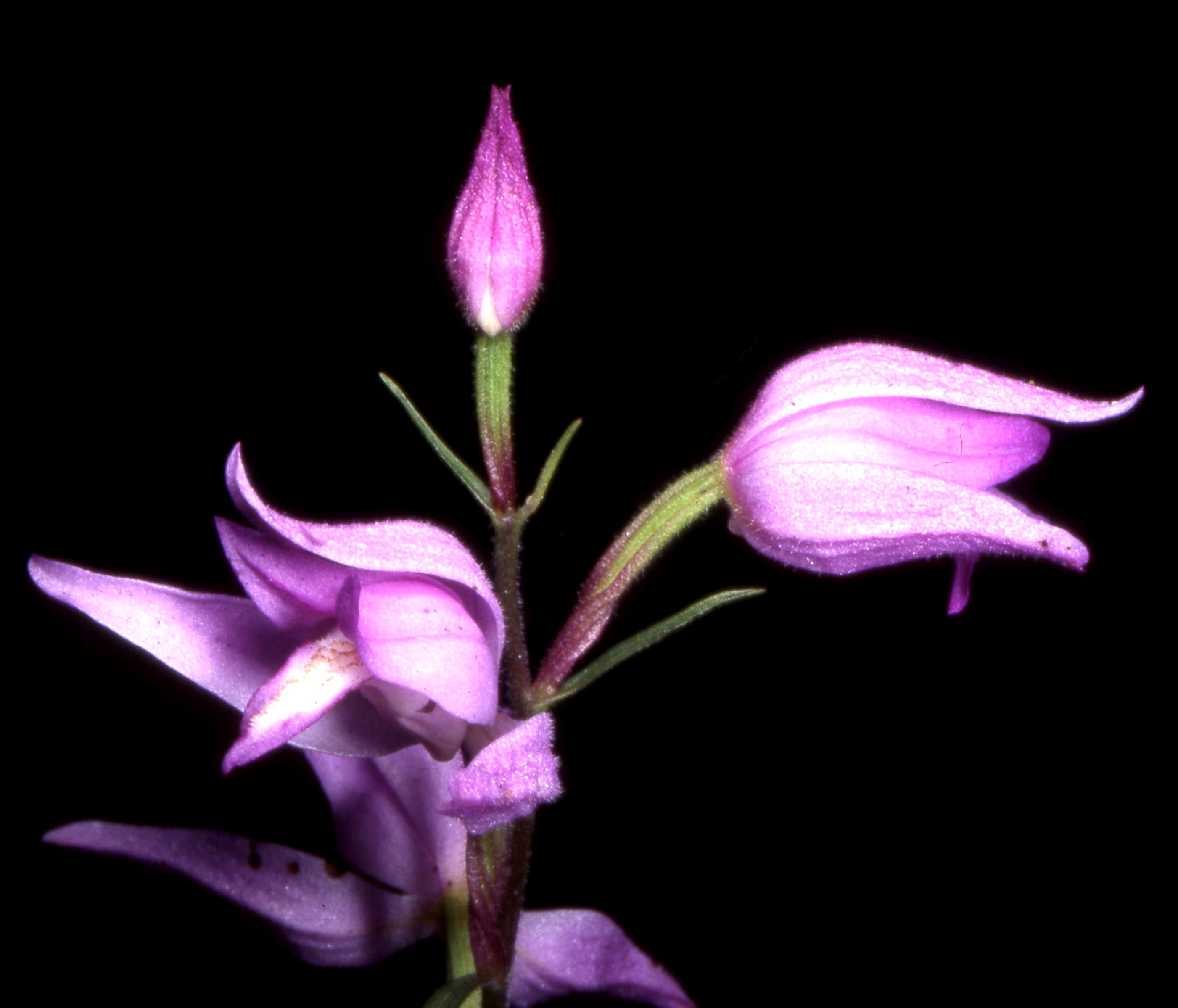
Cephalanthera rubra
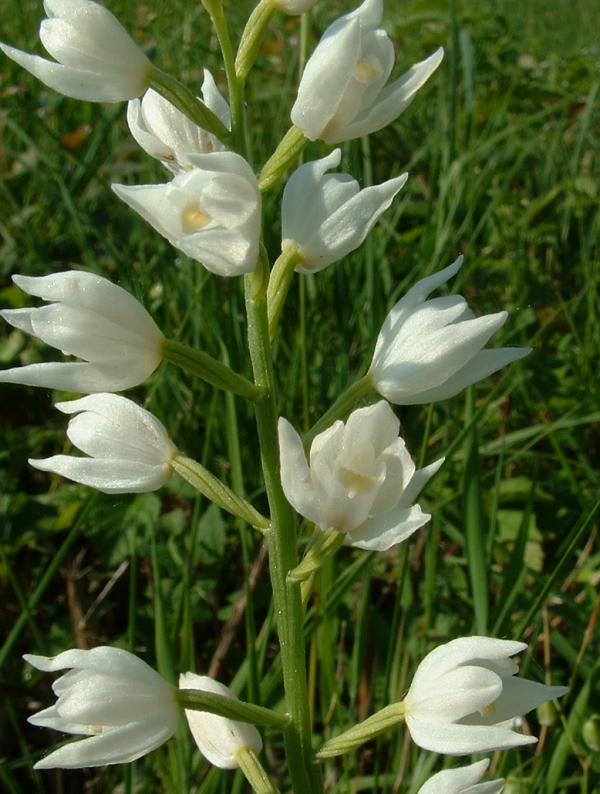
Cephalanthera longifolia
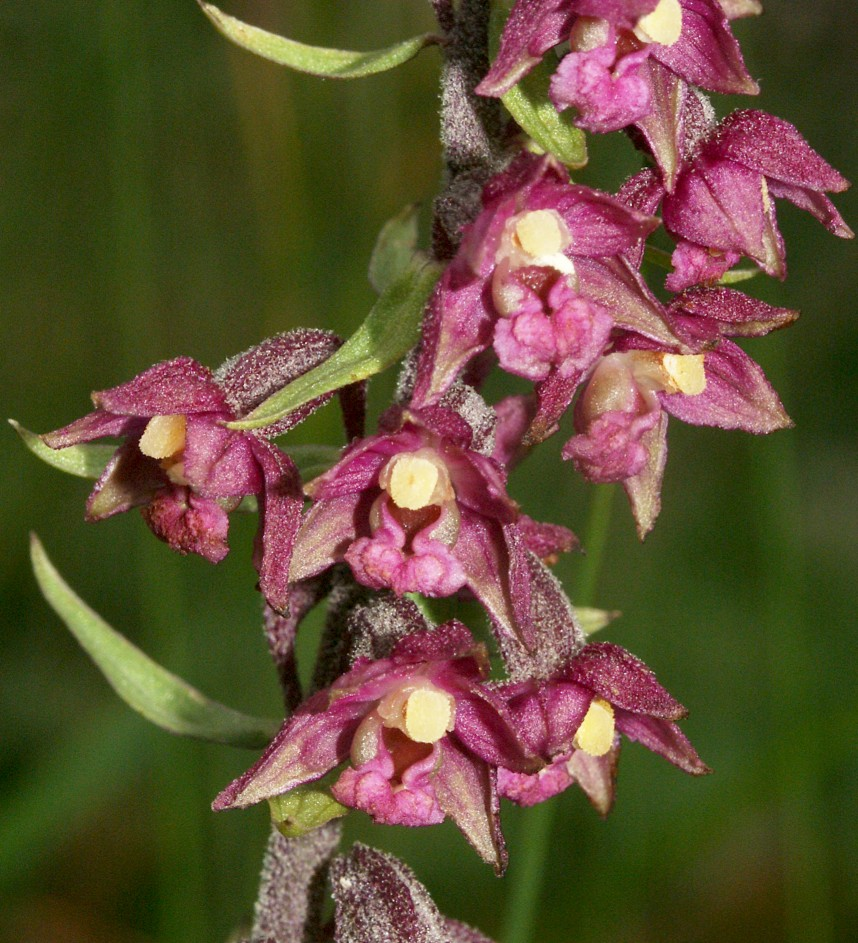
Epipactis atrorubens
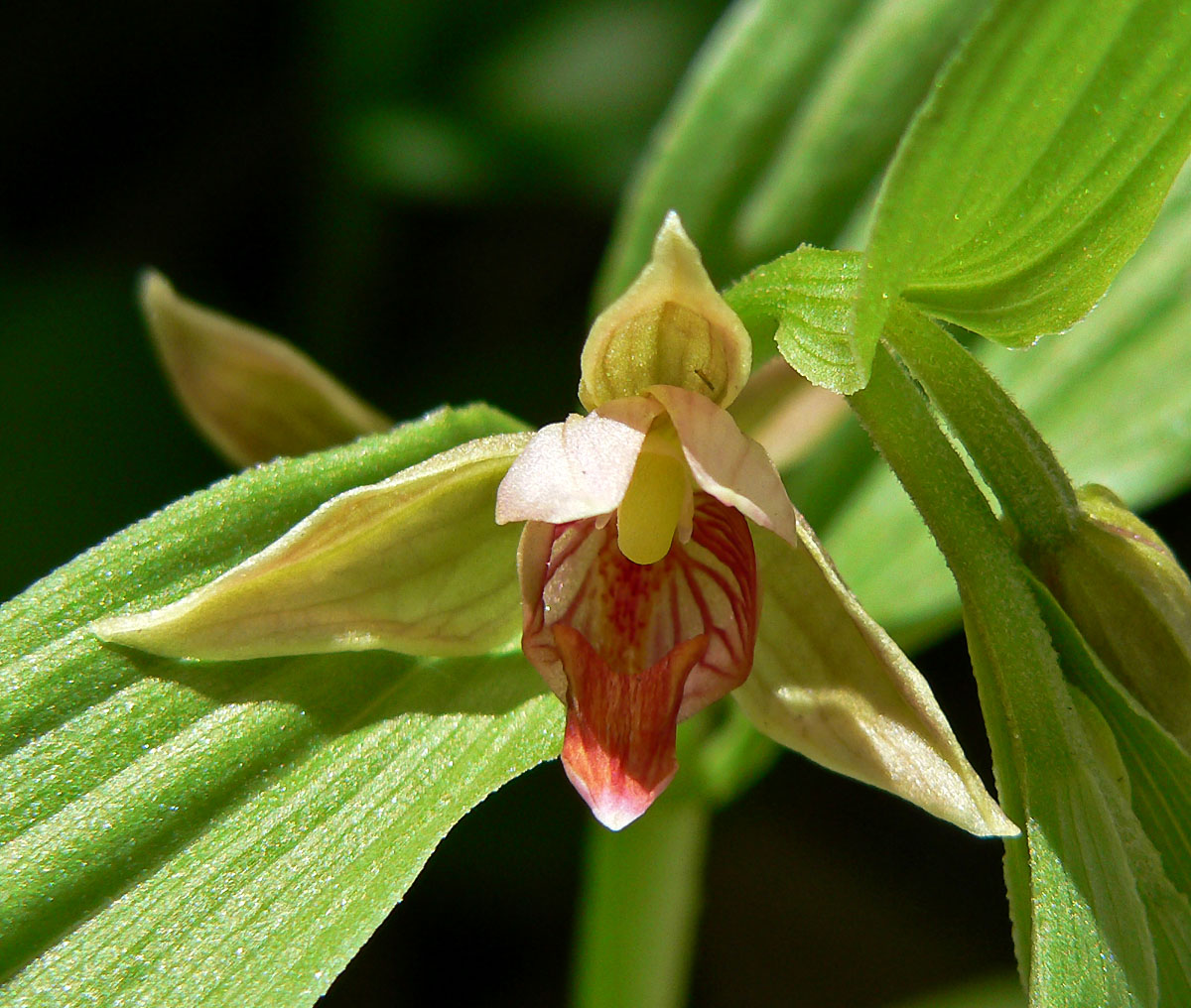
Epipactis gigantea
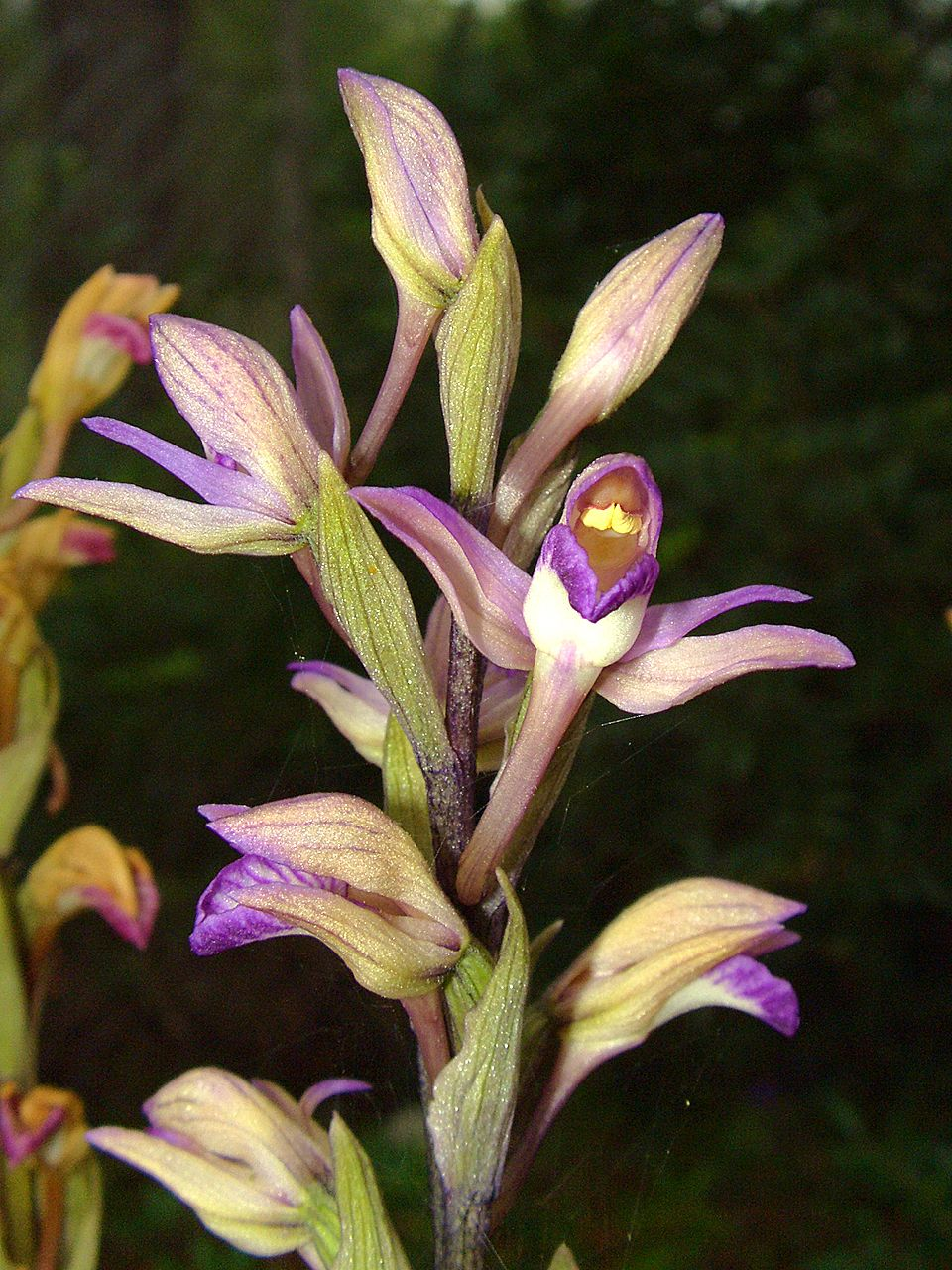
Limodorum abortivum
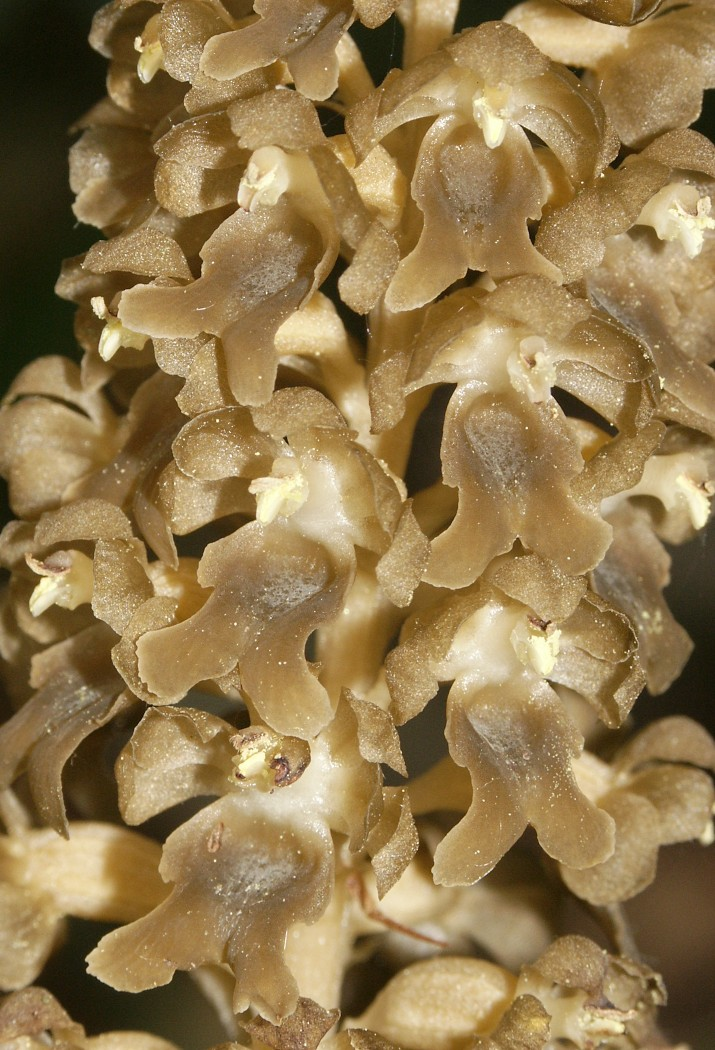
Neottia nidus-avis
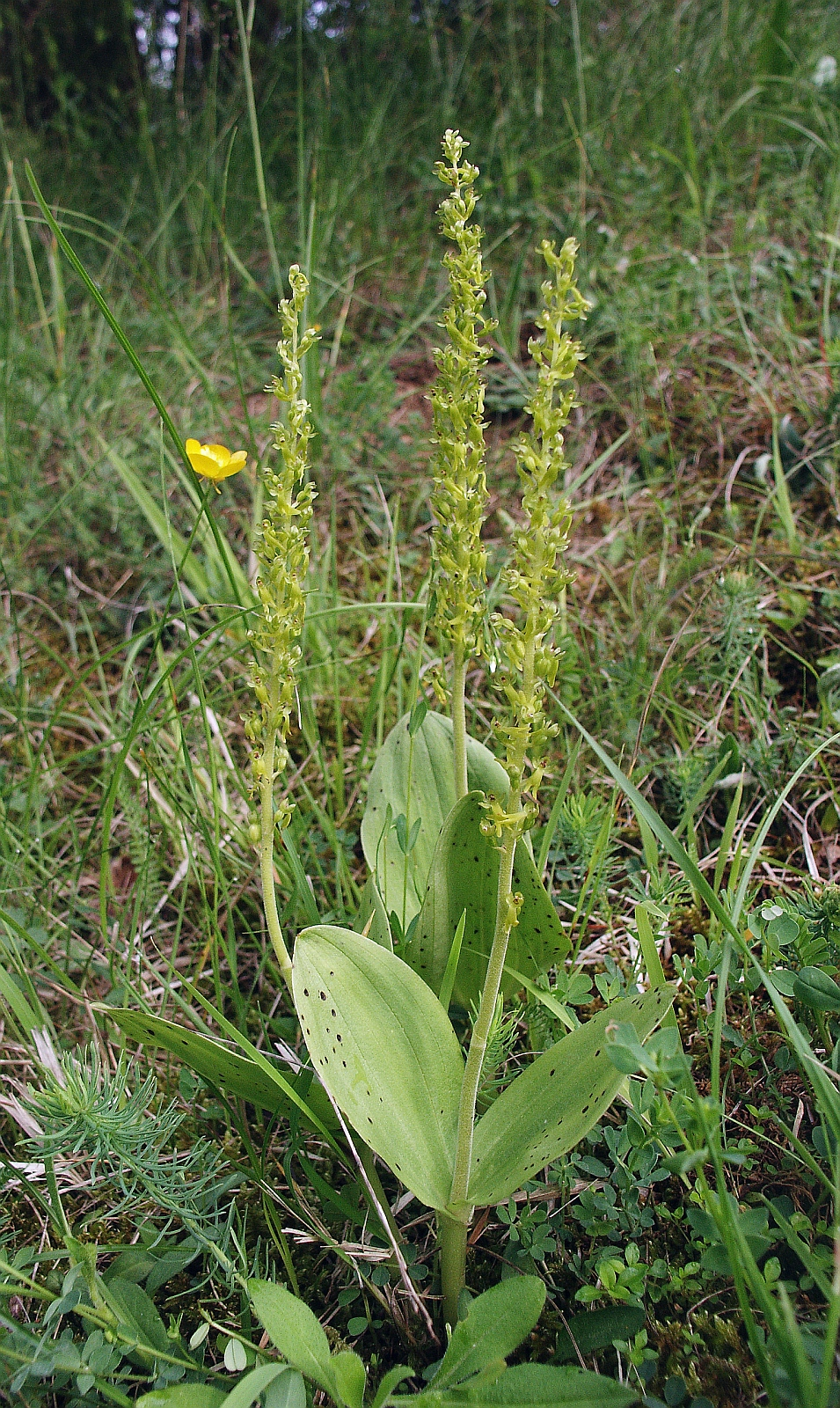
Neottia ovata